# 大黑山山城
大黑山山城，又称卑沙城，位于辽宁省大连市金州区大黑山的山谷中，海拔约500米，西距金州主城区约4公里，是高句丽于公元五世纪初建立的一座山城，同时也是当时高句丽人统治今大连一帶时期的政治、军事中心。大黑山山城全长5000米，残墙高3-5米，宽3.3米。1957年3月列入省级文物保护单位，2013年中华人民共和国国务院公布为第七批全国重点文物保护单位。

## 历史
大黑山山城约建于5世纪初。5世纪初，中原战乱频繁，慕容氏势力日趋衰落，高句丽政权趁机向西南扩展。公元410年（东晋义熙六年）以后，辽东半岛尽归于高句丽政权。这时，高句丽已完成对大黑山山城的建造。
公元614年（隋大业十年）来护儿率兵至卑沙城下，高句丽举全国之力来战，最后高句丽大败于来护儿，高句丽一方被斩首者有千余人。
公元645年（唐贞观十九年），唐太宗任命张亮为平壤道行军大总管，帅舟师至辽东半岛南端登陆，袭击卑沙城。当时卑沙城四面悬绝，只有西门有路可攻。先锋程名振督军夜袭，副将王文度先登入城，唐军继进，高丽守军溃散，卑沙城破，俘虏高句丽八千余人。

## 建筑
大黑山山城城垣沿大黑山山脊，绕山梁围峡谷顺山势而建，城墙由大小不等的山石叠砌而成。城牆上每隔一米左右有一個方形穴坑，穴坑直径20-30厘米、深10厘米，用來放置柵欄立柱。值得注意的是，此类遗迹在其他高句丽山城遗迹中同样存在。城中还有泉水流出，可能作为山城的水源。山城有两个门，西南谷门非常狭窄，有“关山寨”遗址；东南谷门为正门，较为宽阔，下临平地谷道。
大黑山山城出土的红色高句丽莲花纹瓦当，藏于旅顺博物馆。
大黑山山城在50年代至80年代中期曾遭到了严重的破坏。后国家文物局于1988年和1990年先后两次拨款近20万元，分别修复了关门寨口内的关门、北面四段墙体和石鼓寺西北一段约750米的墙体。
2017年8月，国家文物局批复了大黑山山城修缮工程的方案。2019年9月6日大黑山山城东段城墙修缮工程正式开启。在经过甘肃中铁建设工程有限公司和古建修缮团队两个月的施工后，11月11日修缮工程完成。